# Chiesa di San Domenico (Fabriano)
La chiesa di San Domenico, o anche Chiesa dei Santi Domenico e Lucia, o Chiesa di Santa Lucia Novella; è una ex chiesa di Fabriano AN, Marche.
Oggi adibita ad usi espositivi, rappresenta un notevole esempio dell'architettura gotica della regione.
L'annesso ex convento domenicano, accoglie Museo della Carta e della Filigrana.

## Storia
Un primo complesso conventuale dei Padri Domenicani sorse in questo luogo nel 1297. Prevedeva una chiesa e l'attiguo convento. Nelle vicinanze vi era anche la chiesetta di Santa Lucia Vetere, gestita dai Benedettini. Quest'ultima nel 1300 venne concessa ai Domenicani, i quali, insieme ai finanziamenti della famiglia signorile dei Chiavelli, dal 1365 riedificarono il convento e la loro originaria chiesa di San Domenico, ribattezzandola Santa Lucia Novella. La chiesetta di Santa Lucia Vetere venne abbandonata e inglobata nella nuova costruzione. Nel 1373 i Chiavelli vi eressero la cappella sepolcrale di famiglia. L'edificio, di grandi dimensioni, aveva una copertura a capriate lignee e una ricca decorazione gotica. 
Il terremoto del 1741 recò gravi danni all'edificio, e si procedette a una parziale ricostruzione secondo i dettami dello stile barocco, in voga all'epoca. La chiesa venne sopraelevata e decorata all'interno con stucchi; la facciata venne rifatta ma rimase, tuttavia, incompiuta.
Venne restaurata nel 1933 come testimonia una lapide posta sotto al campanile; e ancora dopo il Terremoto di Umbria e Marche del 1997.

## Descrizione
All'esterno della chiesa resta ancora visibile lo stile gotico trecentesco nel fianco sinistro, nell'abside e nel campanile. L'apparato decorativo in laterizi coinvolge tutte le superfici. Alte doppie-paraste scandiscono gli spazi verticalmente. Ogni parasta accoglie un'edicola cuspidata, in origine le edicole erano affrescate con immagini di Santi o Episodi dell’ordine domenicano. In alto corre una sequenza di archi a tutto sesto inquadrati da ghimberghe. L’abside, poligonale, conserva meglio la ricca decorazione di paraste, cuspidi e diverse cornici in cotto. È aperta due finestre gotiche, strette e molto alte; e reca uno stemma trecentesco in pietra policroma che riporta l’emblema dei Chiavelli, antichi patroni della chiesa. Il campanile, su due livelli, poggia su un possente arco acuto. I piani superiori presentano un’ampia apertura per lato, con arco a pieno centro, stipiti a strombo e fasce decorative marcapiano orizzontali.
L’interno, ormai prettamente barocco, presenta una pianta rettangolare ad unica navata con volta a botte. Vi si conserva una tela di Domiziano Domiziani raffigurante la Madonna col Bambino, San Francesco e San Giacinto, del 1595. Di fianco al presbiterio si apre la Cappella di Sant’ Orsola, riccamente affrescata, come anche la Sagrestia, da Allegretto Nuzi e della sua Scuola (seconda metà del XIV secolo).
Nel convento di San Domenico, attualmente adibito a Museo della Carta e della Filigrana, si conservano i due chiostri quattrocenteschi e, nell'interno, l'importante decorazione della sala capitolare dipinta intorno al 1480 da Antonio da Fabriano, che si ispirò alla decorazione del convento dominicano di San Marco a Firenze realizzata dal Beato Angelico. Il chiostro minore, di origine romanica ma ristrutturato nel Trecento, conserva nelle lunette affreschi con episodi della vita di San Domenico dipinti, su disegno o impostazione di Filippo Bellini, da Fedele Palazzini e da Domiziano Domiziani.